# Club Atlético Tucumán
Il Club Atlético Tucumán, o semplicemente Atlético Tucumán, è una società calcistica argentina con sede nella città di San Miguel de Tucumán. Milita in Primera División, la prima serie del campionato argentino di calcio.

## Storia
Il club venne fondato il 27 settembre 1902 ed è il più antico della provincia di Tucumán.
Il club ha militato per 9 anni in Primera División, la massima serie del calcio argentino, dal 1973 al 1981 e nel 1984. Il miglior risultato raggiunto sono le semifinali del Campionato Nacional del 1979.
Dal 2007 al 2009 ottiene due promozioni consecutive con la vittoria del Torneo Argentino A e in seguito della Primera B Nacional, tornando così in Primera División dopo 25 anni di assenza.
Nel 2017 partecipa per la prima volta ad una coppa internazionale sudamericana, la Coppa Libertadores. Particolare nel febbraio 2017 fu la vicenda relativa alla sua seconda partita in Coppa Libertadores 2017. L'Atlético Tucumán, per non risentire troppo degli effetti dell'altura, aveva previsto di arrivare a Quito a ridosso della partita di ritorno del secondo turno preliminare di Libertadores contro El Nacional, dopo il 2-2 casalingo dell'andata. Ma le autorità di volo ecuadoriane, per problemi burocratici non meglio specificati, negarono al charter della squadra di volare da Guayaquil a Quito. La società dovette così trovare un altro aereo, quest'ultimo più piccolo del precedente e si vide  costretta a lasciare a terra i tifosi e parte della dirigenza. La squadra arrivò a Quito con 15 minuti di ritardo rispetto all'orario programmato di inizio della partita e i dirigenti di El Nacional annunciarono che non avrebbero atteso più di 45 minuti, ossia il tempo massimo di attesa previsto dal regolamento. L'Atlético Tucumán, nonostante il bus della squadra sfrecciasse a 130 km/h, arrivò allo stadio con oltre un'ora di ritardo. Ci fu addirittura l'intervento dell'ambasciatore argentino in Ecuador che chiese di non impuntarsi sul regolamento. Ed in effetti, con un gesto che non tutti avrebbero compiuto, El Nacional si disse disposto a giocare con oltre un'ora e mezza di ritardo nonostante gli annunci. Il problema però era che L'Atlético Tucumán lasciò sull'altro aereo, a Guayaquil, tutti gli indumenti tecnici, compresi gli scarpini. Fortunatamente a Quito si stava giocando il Sudamericano Sub20, dove c'era pure l'Argentina, cosa che permise all'Atletico di ottenere in prestito le maglie della rappresentativa Albiceleste, con i nomi dei giocatori e gli scudi della Selección bene in vista, e soprattutto le scarpe. Solo uno di loro, in passato, aveva vestito la maglia della Selección: la Pulguita Rodríguez, leggenda del club, convocato nel 2009 dal CT di allora Maradona. Nonostante una giornata assurda e zero riscaldamento prepartita, il Bati Zampedri (n.9), a meno di mezz'ora dalla fine segnò il gol decisivo per la vittoria per 1-0, impresa difficile da compiersi all'altitudine di Quito, già in condizioni "normali", a maggior ragione per l'Atletico, senza riscaldamento, alla sua seconda partita internazionale della storia, e alla prima trasferta assoluta.

## Rosa 2018-2019
| N. |                      | Ruolo | Calciatore          |
| -- | -------------------- | ----- | ------------------- |
| 1  | Argentina (bandiera) | P     | Cristian Lucchetti  |
| 2  | Argentina (bandiera) | D     | Bruno Bianchi       |
| 5  | Argentina (bandiera) | C     | Juan Mercier        |
| 6  | Argentina (bandiera) | D     | Franco Sbuttoni     |
| 8  | Argentina (bandiera) | C     | Ramiro Carrera      |
| 7  | Argentina (bandiera) | C     | Joaquín Pereyra     |
| 10 | Argentina (bandiera) | C     | Gervasio Núñez      |
| 11 | Argentina (bandiera) | C     | Fabio Álvarez       |
| 12 | Argentina (bandiera) | A     | Javier Toledo       |
| 13 | Argentina (bandiera) | P     | Franco Pizzicanella |
| 14 | Argentina (bandiera) | D     | Mauro Osores        |
| 15 | Svizzera (bandiera)  | D     | Dylan Gissi         |
| 17 | Argentina (bandiera) | P     | Alejandro Sánchez   |
| 18 | Argentina (bandiera) | A     | Mauro Matos         |
| 19 | Argentina (bandiera) | A     | David Barbona       |
| 20 | Argentina (bandiera) | D     | José San Román      |
| 21 | Argentina (bandiera) | C     | Claudio Pombo       |

| N. |                      | Ruolo | Calciatore            |
| -- | -------------------- | ----- | --------------------- |
| 22 | Argentina (bandiera) | C     | Ricardo Noir          |
| 23 | Argentina (bandiera) | D     | Pier Barrios          |
| 25 | Argentina (bandiera) | A     | Juan Cruz Kaprof      |
| 27 | Argentina (bandiera) | A     | Leandro Díaz          |
| 28 | Argentina (bandiera) | C     | Tomás Cuello          |
| 29 | Argentina (bandiera) | C     | Rodrigo Aliendro      |
| 30 | Argentina (bandiera) | A     | Jonás Romero          |
| 31 | Argentina (bandiera) | D     | Yonathan Cabral       |
| 33 | Argentina (bandiera) | C     | Gabriel Risso         |
| 35 | Paraguay (bandiera)  | C     | Tomás Rojas           |
| 38 | Argentina (bandiera) | C     | Nery Leyes            |
| 39 | Uruguay (bandiera)   | D     | Andrés Lamas          |
| 40 | Argentina (bandiera) | A     | Ramiro Ruiz Rodríguez |
|    | Argentina (bandiera) | C     | Ariel Rojas           |
|    | Argentina (bandiera) | C     | Gonzalo Castellani    |
|    | Argentina (bandiera) | D     | Marcelo Ortiz         |

## Rosa 2017-2018
| N. |                      | Ruolo | Calciatore         |
| -- | -------------------- | ----- | ------------------ |
| 1  | Argentina (bandiera) | P     | Cristian Lucchetti |
| 2  | Uruguay (bandiera)   | D     | Rafael García      |
| 3  | Argentina (bandiera) | D     | Nahuel Zárate      |
| 4  | Argentina (bandiera) | D     | Nicolás Romat      |
| 5  | Uruguay (bandiera)   | C     | Gonzalo Freitas    |
| 6  | Argentina (bandiera) | D     | Franco Sbuttoni    |
| 7  | Argentina (bandiera) | A     | Luis Rodríguez     |
| 8  | Argentina (bandiera) | D     | Guillermo Acosta   |
| 9  | Uruguay (bandiera)   | A     | Mauricio Affonso   |
| 10 | Argentina (bandiera) | C     | Gervasio Núñez     |
| 11 | Argentina (bandiera) | C     | Fabio Álvarez      |
| 12 | Argentina (bandiera) | A     | Javier Toledo      |
| 16 | Argentina (bandiera) | A     | Hernán Hechalar    |
| 17 | Argentina (bandiera) | P     | Alejandro Sánchez  |
| 18 | Argentina (bandiera) | A     | Ismael Blanco      |

| N. |                      | Ruolo | Calciatore        |
| -- | -------------------- | ----- | ----------------- |
| 19 | Argentina (bandiera) | A     | David Barbona     |
| 20 | Argentina (bandiera) | C     | Dardo Miloc       |
| 21 | Argentina (bandiera) | C     | Emanuel Molina    |
| 22 | Argentina (bandiera) | C     | Alejandro Melo    |
| 24 | Argentina (bandiera) | P     | Augusto Batalla   |
| 25 | Argentina (bandiera) | C     | David Valdez      |
| 27 | Argentina (bandiera) | D     | Leandro Díaz      |
| 29 | Argentina (bandiera) | C     | Rodrigo Aliendro  |
| 31 | Argentina (bandiera) | D     | Yonathan Cabral   |
| 32 | Argentina (bandiera) | C     | Francisco Grahl   |
| 35 | Argentina (bandiera) | D     | Cristian Villagra |
| 38 | Argentina (bandiera) | C     | Nery Leyes        |
| 39 | Uruguay (bandiera)   | D     | Andrés Lamas      |
|    | Argentina (bandiera) | C     | Matías Ballini    |

## Rosa 2016-2017
| N. |                      | Ruolo | Calciatore           |
| -- | -------------------- | ----- | -------------------- |
| 1  | Argentina (bandiera) | P     | Cristian Lucchetti   |
| 2  | Argentina (bandiera) | D     | Bruno Bianchi        |
| 3  | Argentina (bandiera) | D     | Fernando Evangelista |
| 4  | Argentina (bandiera) | D     | Ignacio Canuto       |
| 5  | Argentina (bandiera) | C     | Nery Leyes           |
| 6  | Argentina (bandiera) | D     | Franco Sbuttoni      |
| 7  | Argentina (bandiera) | A     | Luis Rodríguez       |
| 8  | Argentina (bandiera) | D     | Guillermo Acosta     |
| 9  | Argentina (bandiera) | A     | Fernando Zampedri    |
| 10 | Argentina (bandiera) | A     | Leandro González     |
| 11 | Argentina (bandiera) | A     | Cristian Menéndez    |
| 13 | Argentina (bandiera) | P     | Facundo Daffonchio   |
| 14 | Argentina (bandiera) | C     | Emanuel Molina       |
| 15 | Argentina (bandiera) | C     | Gastón Iturrieta     |
| 16 | Paraguay (bandiera)  | D     | Enrique Meza         |
| 17 | Argentina (bandiera) | A     | Jorge Soldati        |

| N. |                      | Ruolo | Calciatore          |
| -- | -------------------- | ----- | ------------------- |
| 18 | Argentina (bandiera) | D     | Nahuel Sosa         |
| 19 | Argentina (bandiera) | A     | David Barbona       |
| 21 | Colombia (bandiera)  | C     | Miguel Julio        |
| 22 | Argentina (bandiera) | C     | Franco Quiroga      |
| 23 | Argentina (bandiera) | D     | Lucas Villalba      |
| 24 | Argentina (bandiera) | D     | Leonel Di Plácido   |
| 26 | Colombia (bandiera)  | C     | Jairo Palomino      |
| 27 | Argentina (bandiera) | D     | Pablo Rosales       |
| 28 | Argentina (bandiera) | A     | José Méndez         |
| 29 | Argentina (bandiera) | C     | Rodrigo Aliendro    |
| 30 | Argentina (bandiera) | C     | Matías Ballini      |
| 31 | Argentina (bandiera) | P     | Josué Ayala         |
| 32 | Argentina (bandiera) | C     | Javier Mendoza      |
| 33 | Uruguay (bandiera)   | D     | Pablo Cáceres       |
| 34 | Argentina (bandiera) | C     | Ezequiel Cirigliano |
| —  | Argentina (bandiera) | A     | Fabio Álvarez       |

## Rose delle stagioni precedenti
- 2010-2011

## Palmarès

### Competizioni regionali
- Federación Tucumana: 21 volte

- Liga Tucumana de Fútbol: 7 volte

### Competizioni nazionali
- Torneo Argentino A - Clausura 2004, 2007-2008

- Primera B Nacional - 2008-2009, 2015

- Campeonato de Campeones de la República - 1959

### Altri piazzamenti
- Campionato argentino:

Terzo posto: 2016 (Zona B)
- Copa Argentina:

Finalista: 2016-2017
- Copa de la Superliga:

Semifinalista: 2019
- Primera B Nacional:

Secondo posto: 2014
Terzo posto: 1995-1996